# Alexei Semjonowitsch Schadow

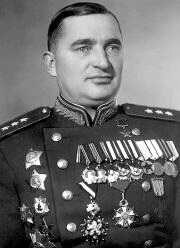
Alexei Schadow

Alexei Semjonowitsch Schadow (russisch Алексей Семёнович Жадов; * 17. Märzjul. / 30. März 1901greg. in Nikolskoje, Provinz Orjol; † 10. November 1977 in Moskau) war ein russischer Offizier, im Zweiten Weltkrieg ein sowjetischer Armeeführer und Generaloberst, Held der Sowjetunion (1945) und zuletzt Armeegeneral.

## Leben
Er wurde 1901 in einer großen Bauernfamilie mit sieben Kinder in der Orjoler Provinz geboren. Die Eltern verdienten ihren Lebensunterhalt mit dem Brotbacken. Im November 1942 wurde sein ursprünglicher Familienname Schidow auf persönliches Drängen Stalins auf Schadow geändert. Der eigentliche Familienname von Alexei Semjonowitsch war bis dahin Jidow, vielleicht war einer seiner Vorfahren ein Jude. Da für seine Bildung nicht genügend Geld zur Verfügung stand, konnte Alexei bis 1912 nur vier Klassen einer ländlichen Schule abschließen. Dann musste er mit seinen älteren Brüdern den Eltern beim Brotbacken helfen, daneben arbeitete er auch als Hirte und Gemeindeschreiber.

### Karriere in der Roten Armee
Im Mai 1919 trat Alexei Semjonowitsch freiwillig in die Rote Armee ein. Auf dem Weg zur 45. Infanteriedivision an die Südfront, infizierte er sich mit Typhus und musste einige Monate im Krankenhaus behandelt werden. Nach seiner Erholung wurde er im April 1920 zur militärischen Ausbildung kommandiert und absolvierte den 4. Orjoler-Kavalleriekurs. Er wurde zum Kommandeur eines Ausbildungszuges in der 1. Reiter-Armee ernannt und diente dann als stellvertretender Kommandant einer Eskadron. Seit Sommer 1920 kämpfte er beim 62. Kavallerie-Regiment der 11. Kavallerie-Division als stellvertretender Kommandeur einer Reiter-Schwadron. Er bekämpfte an der Südfront die Truppen des Baron Wrangel und dann den ukrainischen Aufstand unter Nestor Machno in Belarus. 1921 wurde er nach Turkestan geschickt, wo er etwa drei Jahre aufständische Basmatschi-Gruppen bekämpfte. Im selben Jahr trat er der Kommunistischen Partei bei. Seit Oktober 1924 befehligte er eine eigene Kavallerieabteilung bei der 48. Schützendivision des Moskauer Militärbezirks. 1929 absolvierte er höhere politische Kurse in Moskau und wurde im August 1929 Kommandeur und politischer Offizier des 56. Regiments der 14. Kavallerie-Division. Anfang 1934 absolvierte er die Frunse-Militärakademie der Roten Armee, wurde im Mai 1934 Stabschef des 61. Kavallerie-Regiments der nach Stalin benannten Sonder-Kavalleriedivision in Moskau und im November 1935 zum Stabschef dieser Division ernannt. Seit April 1936 diente er als Assistent bei der Inspektion der roten Kavallerie-Verbände, dann wurde er erster stellvertretender Inspektor der Kavallerie der Roten Armee. Am 4. Juni 1940 wurde er zum Generalmajor und Kommandeur der 21. turkestanischen Gebirgs-Kavalleriedivision im Militärbezirk Zentralasien ernannt, welche in der Stadt Chirchiq stationiert war.

### Im Vaterländischen Krieg
Beim deutschen Überfall auf die Sowjetunion im Juni 1941 war er Kommandeur des 4. Luftlandekorps, das als Reserve bei der Westfront eingesetzt wurde. Er traf erst am 28. Juni bei seinem Kommando ein, welches sich infolge der Kesselschlacht von Minsk bereits auf den Rückzug befand. Während der Smolensker-Schlacht führte sein Korps Verteidigungskämpfe an den Grenzen der Flüsse Beresina und Sosch durch und blieb trotz hoher Verluste in seiner Kampfkraft intakt. Am 2. August 1941 wurde er zum Stabschef der 3. Armee (bei der Zentral- und Brjansker Front eingesetzt) und nahm an der Orjol-Brjansker Verteidigungsoperation teil, wobei er im Hauptquartier der 3. Armee die Kontrolle während der Einkesselung aufrechterhalten konnte. Unter großen Verlusten, gelang es großen Teilen der 3. Armee aus der Einkreisung zu entkommen und die eigenen Linien zu erreichen. Im Dezember 1941 nahmen seine Verbände am Gegenangriff in der Jelezer Operation teil.
Im Mai 1942 wurde Schadow zum Kommandeur des 8. Kavalleriekorps (bei der Brjansk-Front) ernannt. Zwei Wochen nach seinem Amtsantritt wurde er jedoch in seinem Befehlswagen von deutschen Flugzeugen bombardiert und erlitt schwere Verletzungen. Erst im September 1942 wieder dienstfähig übernahm er am 14. Oktober 1942 die Führung der 66. Armee an der Donfront, welche dann in der Schlacht von Stalingrad eine entscheidende Rolle spielte. Schadows Armee führte eine Reihe von Gegenangriffen auf die Flanke der deutschen Truppen aus, die von Norden her in die Stadt einzudringen versuchten. Später beteiligten sich seine Truppen an der Einkreisung der deutschen 6. Armee. Für ihren Einsatz erhielt die 66. Armee im Frühjahr 1943 den Titel einer 5. Gardearmee zuerkannt. Schadow wurde am 27. Januar 1943 zum Generalleutnant und am 25. September 1944 zum Generaloberst befördert. Seine 5. Gardearmee kämpfte ab Sommer 1943 in der Schlacht von Kursk, in der Belgorod-Charkower Operation und in der Schlacht am Dnepr, dann im folgenden Frühjahr 1944 in der Kirowograder-, Uman-Botoșaner- und im Juli 1944 der Lwiw-Sandomierz-Operation. Im letzten Kriegsjahr 1945 waren seine Truppen an der Weichsel-Oder-Operation sowie der Cottbuser- und Prager Operation beteiligt. Am 6. April 1945 wurde Schadow mit dem Titel Held der Sowjetunion ausgezeichnet.

### Nachkriegszeit
Nach dem Krieg befehligte er weiterhin die 5. Gardearmee als Teil der Zentralen Gruppe der Streitkräfte. Im Juli wurde Schadow zum stellvertretenden Oberbefehlshaber der Landstreitkräfte der UdSSR ernannt und war für die Kampfausbildung der Truppen verantwortlich. 1950 absolvierte er die höheren akademischen Kurse an der Woroschilow-Akademie und war von 1950 bis 1954 Leiter der Frunse-Militärakademie. 1954 wurde er Oberbefehlshaber der Zentralen Heeresgruppe der Landstreitkräfte. Nach der Auflösung der Gruppe war er ab 1956 erneut stellvertretender Befehlshaber der Bodenstreitkräfte und war zuvor am 8. August 1955 zum Armeegeneral ernannt worden. 1964 wurde er erster stellvertretender Hauptinspektor im Verteidigungsministeriums der UdSSR. Seit Oktober 1969 war er Militärinspektor und Berater in der Gruppe der Generalinspektoren im Verteidigungsministeriums der UdSSR. Neben den Militärfunktionen wurde er zum Abgeordneten des Präsidiums des Obersten Sowjets gewählt. Schadow starb am 10. November 1977 und wurde auf dem Nowodewitschi-Friedhof in Moskau beigesetzt.
Seine Tochter Larissa Alexejewna Schadowa (1927–1981) war eine Kunsthistorikerin und Kennerin der russischen Avantgarde. Sie war mit dem Dichter Semjon Gudsenko (1922–1953) verheiratet. Laut Dokumenten war Alexei Semjonowitsch Russe, er wollte aber nach einigen Quellen nicht, dass seine Tochter Semjon Gudsenko heiratete, der nach Nationalität Jude war. Er stellte seiner Tochter aufgrund der jüdischen Herkunft des Schwiegersohnes, keine materielle Unterstützung mehr zur Verfügung. Nach dem Tod von Semjon heiratete Larissa den Dichter Konstantin Michailowitsch Simonow.